# Reggie Diergaardt
Reginald „Reggie“ Diergaardt (* 9. September 1957 in Upington, Südafrika) ist ein namibischer Politiker.
Diegaardt war vor der Unabhängigkeit Namibias der Präsident der Labour Party (LP) und Gründungsmitglied der United Democratic Front of Namibia (UDF).
Er war 1989/90 Mitglied der Verfassunggebenden Versammlung Namibias und anschließend bis 1995 Abgeordneter der Nationalversammlung für die UDF. Von 1990 bis 1991 war der geborene Südafrikaner Vizeminister im Ressort Handel und Industrie und anschließend bis 1993 für Grundbildung, Sport und Kultur. Von 2000 bis 2005 saß Diergaardt für die SWAPO in der Nationalversammlung. Seit 2020 ist er Abgeordneter des Popular Democratic Movement (PDM).
Diergaardt hält ein Lehramts-Diplom des Dower Training College im südafrikanischen Port Elizabeth.